# Llosella

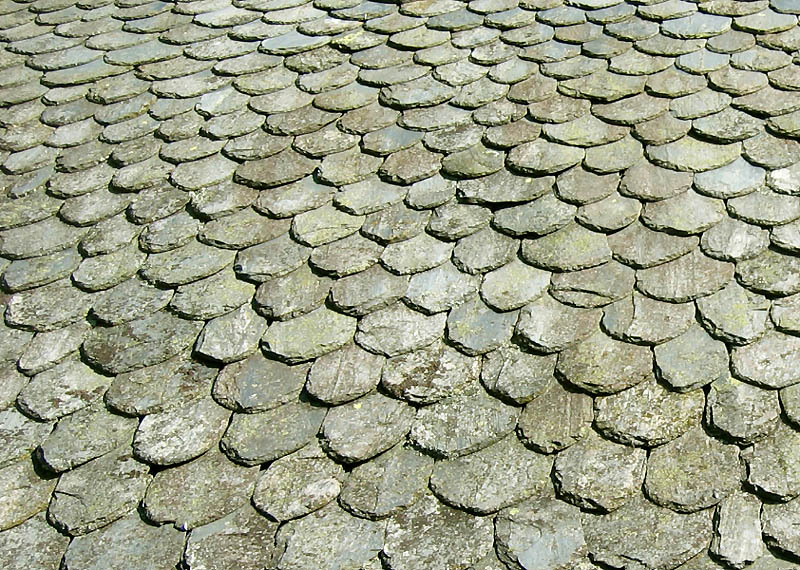
Teulada de llosetes

Una llosella o lloseta, és una llosa petita és a dir una peça petita de pedra plana, llisa i poc gruixuda.
La lloseta d'esquist o de calcària relativament dura, s'utilitza per a les teulades de les cases, principalment en localitats de muntanya, així com en alguns enllosats. La teula d'arenisca micàcia procedeix generalment de pedreres naturals. És més gruixuda que la pissarra. Alguns especialistes a la teula d'arenisca micàcia l'anomenen fonolit, per raó del so de campana que emet quan se la copeja amb un objecte dur.
N'hi ha algunes d'origen volcànic que pertanyen al grup de les andesites, roques característiques de la Serralada dels Andes. D'altres contenen òxids de manganès, ferro i altres minerals, que els donen un color blau metàl·lic, vermell, negre i verd sobre un cos generalment gris.

## Geografia

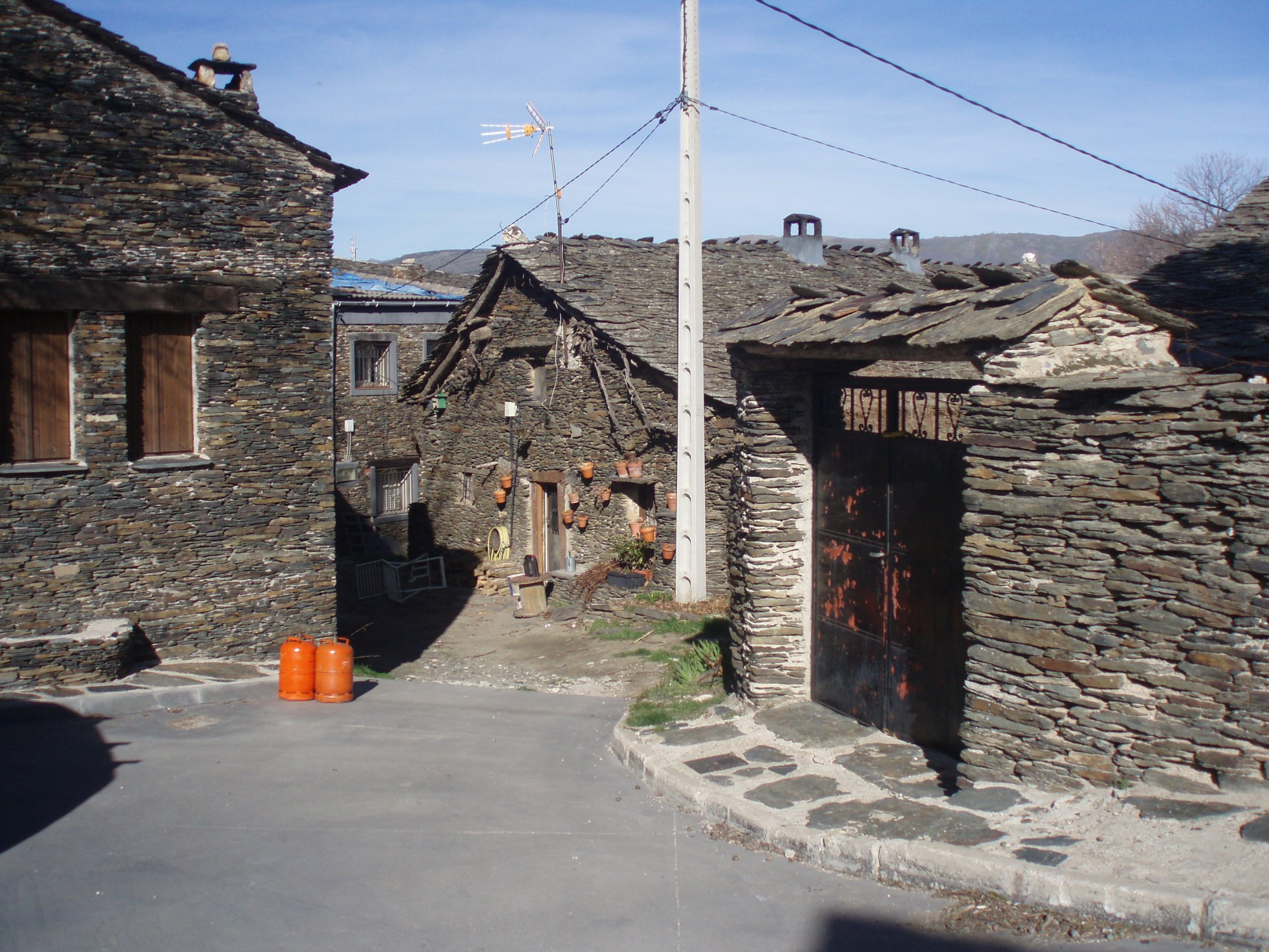
Cases negres (Guadalajara)

A França, els sostres de teula d'arenisca micàcia són tradicionals en els Alps, el Massís Central (en particular a Losera), Còrsega, el nord de la península de Cotentin i el Perigord.
A Espanya, són coneguts els pobles de l'anomenada arquitectura negra, de Guadalajara (com les cases negres de Majaelrayo, a la fotografia de la dreta), en els quals s'utilitzen les llosetes en les teulades (en aquest cas principalment de pissarra) i pedres més gruixudes en les estructures de les cases.
També s'utilitzen en Les Alpujarres de Granada, Les Hurdes, en les poblacions dels Pirineus, i en nombrosos pobles de muntanya de Galícia.

## Inconvenients

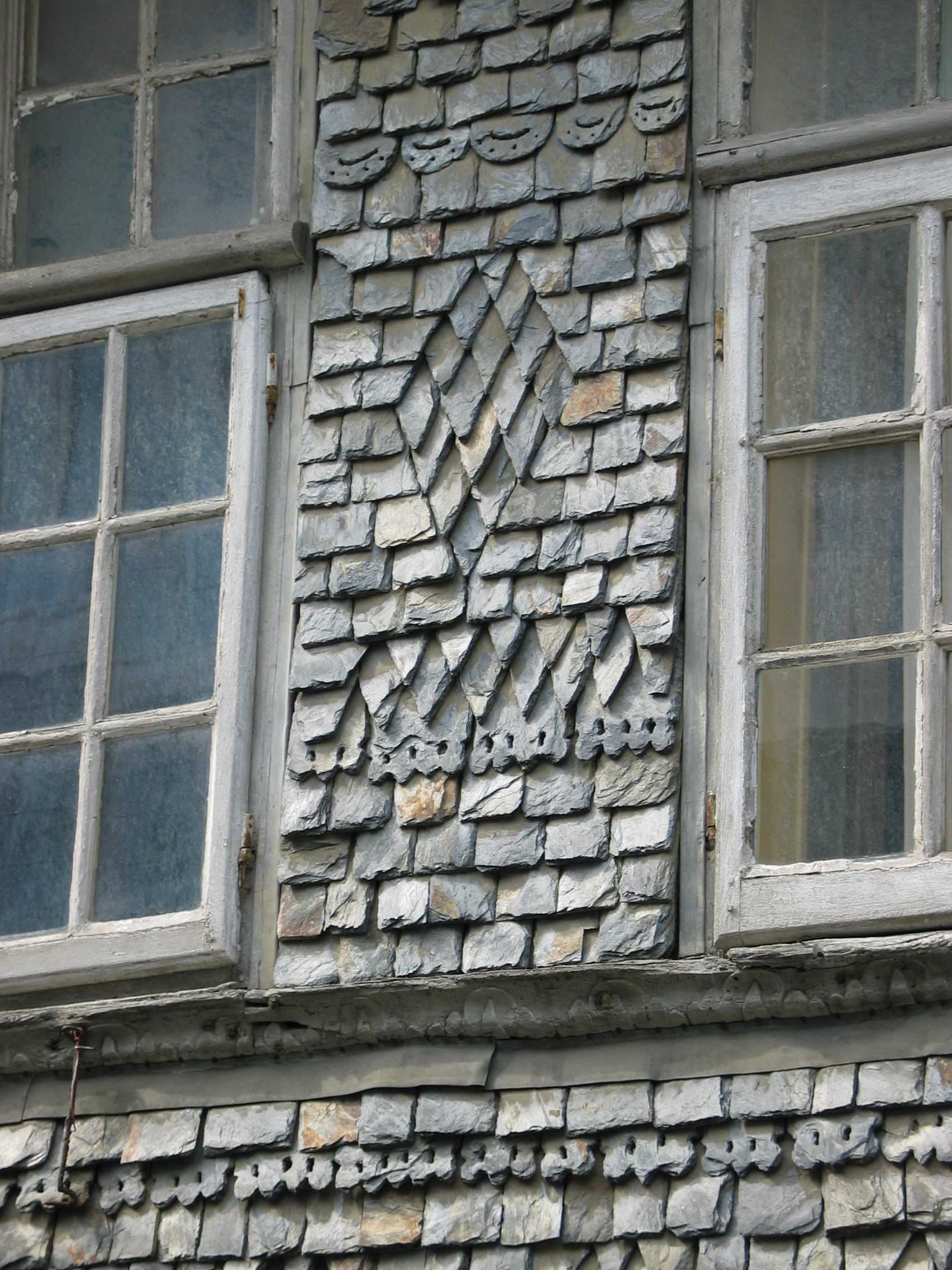
Llosetes en el recobriment d'una façana d'una casa de Lannion (Côtes-d'Armor, França)

La lloseta d'arenisca micàcia constitueix un material de cobertura pesat. Només podria cobrir una estructura gruixuda, molt sòlida, amb la finalitat de suportar el seu pes. A Savoia, la fusta triada era d'arbres resinosos, sobretot picea a causa de la seva flexibilitat. El làrix, no obstant això més sòlid i més resistent a les floridures i als insectes, s'utilitzava menys, ja que és menys flexible i més trencadís. A Còrsega, és el castanyer la fusta que s'imposa, a causa de la seva robustesa.

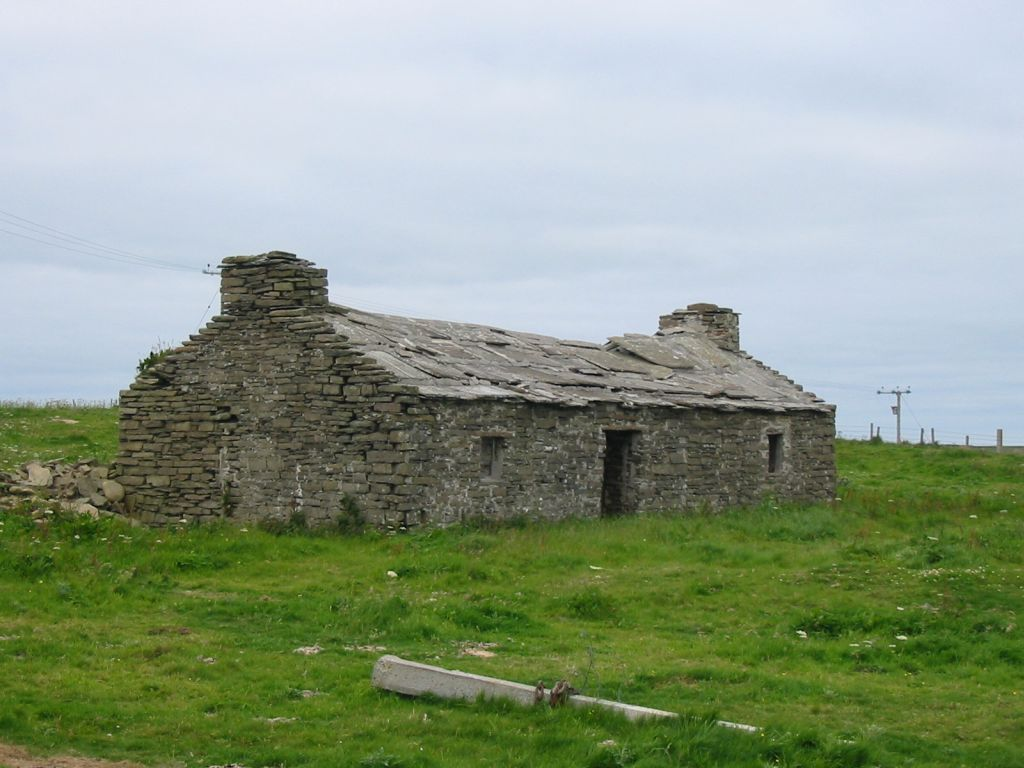
Una casa de les Òrcades amb teulada de lloseta

En les construccions modernes, la teula d'arenisca micàcia es fa més rara per raó del seu preu, més elevat que en qualsevol altra forma de cobertura, com la pissarra o la teula. A part d'aixó, el ser un material difícil de treballar i rar, gairebé totes les pedreres franceses han tancat (vegeu Sainte-Croix-à-Lauze). Les teules d'arenisca micàcia extretes de les pedreres en explotació que són insuficients (vegeu Montdardier en el Gard per a la teula d'arenisca micàcia calcària), actualment és necessari importar-les de Noruega, d'Itàlia o de la Xina.
No obstant això, la teula d'arenisca micàcia es segueix posant de forma tradicional a les teulades de nombrosos xalets saboians i suïssos, encara que tendeix a ser substituïda per xapes de zinc pintades. A Còrsega s'utilitza també abundantment la teula d'arenisca micàcia, alguns municipis l'arriben a imposar en les construccions en el seu pla d'ús dels sòls. Abans, es considerava que les teules d'arenisca micàcia per si soles garantien l'estanqueïtat, però actualment, es col·loca una primera capa estanca en forma de fulla elastòmera sobre un entarimat i seguidament es col·loquen les llosetes d'arenisca micàcia sobre un segon entarimat assegurant l'estanqueïtat mitjançant unes cunyes de pressió.
Existeixen teules de pedra artificial (fabricades amb ciment) que imiten les teules d'arenisca micàcia.